# ECHDC3
ECHDC3 (англ. Enoyl-CoA hydratase domain containing 3) – білок, який кодується однойменним геном, розташованим у людей на 10-й хромосомі. Довжина поліпептидного ланцюга білка становить 303 амінокислот, а молекулярна маса — 32 634.
| 10         |  | 20         |  | 30         |  | 40         |  | 50         |
| ---------- |  | ---------- |  | ---------- |  | ---------- |  | ---------- |
| MAAVAVLRAF |  | GASGPMCLRR |  | GPWAQLPARF |  | CSRDPAGAGR |  | RESEPRPTSA |
| RQLDGIRNIV |  | LSNPKKRNAL |  | SLAMLKSLQS |  | DILHDADSND |  | LKVIIISAEG |
| PVFSSGHDLK |  | ELTEEQGRDY |  | HAEVFQTCSK |  | VMMHIRNHPV |  | PVIAMVNGLA |
| AAAGCQLVAS |  | CDIAVASDKS |  | SFATPGVNVG |  | LFCSTPGVAL |  | ARAVPRKVAL |
| EMLFTGEPIS |  | AQEALLHGLL |  | SKVVPEAELQ |  | EETMRIARKI |  | ASLSRPVVSL |
| GKATFYKQLP |  | QDLGTAYYLT |  | SQAMVDNLAL |  | RDGQEGITAF |  | LQKRKPVWSH |
| EPV        |  |            |  |            |  |            |  |            |

A: Аланін

C: Цистеїн

D: Аспарагінова кислота

E: Глутамінова кислота

F: Фенілаланін

G: Гліцин

H: Гістидин

I: Ізолейцин

K: Лізин

L: Лейцин

M: Метіонін

N: Аспарагін

P: Пролін

Q: Глутамін

R: Аргінін

S: Серин

T: Треонін

V: Валін

W: Триптофан

Задіяний у такому біологічному процесі, як альтернативний сплайсинг. 
Локалізований у мітохондрії.